# Paget (Bermuda)
Paget is een van de negen parishes van Bermuda.

## Geboren
- Nick Saunders (1963), atleet
- Tyrone Smith (1984), atleet